# 최옥정
최옥정(1964년 9월 11일 (음력 8월 6일) ~ 2018년 9월 13일)은 대한민국의 소설가이다.